# Alexandra Dill
Alexandra Dill (geboren am 29. April 1982) ist eine Schweizer Politikerin (SP). Sie ist Grossrätin des Kantons Basel-Stadt und Verwaltungsratspräsidentin der Markthalle Basel.

## Leben
Alexandra Dill ist in Seltisberg aufgewachsen. Sie ging in Seltisberg und Liestal zur Schule. Am Gymnasium Liestal machte sie 2001 die Matur. Sie studierte an der Universität Basel und an der Universität Heidelberg Medienwissenschaften, Soziologie und Philosophie. Danach arbeitete sie als freie Journalistin, Sekundarlehrerin und als Mitarbeiterin des Sportmuseums Schweiz, das sie später bis 2016 leitete. Ab Mai 2016 war sie Stiftungsrätin des Museums. 2013 bis 2018 war Dill Inhaberin des Kulturbüros Dill + Dill Kontor. 2013 hat sie die Markthallen AG Basel mitgegründet, die in der Markthalle Basel Streetfood- und andere Märkte sowie Veranstaltungen organisiert. Bis 2021 war Dill Co-Geschäftsleiterin der Markthallen AG. Danach wechselte sie in den Verwaltungsrat, den sie seit 2024 präsidiert.
Im August 2021 wurde sie gemeinsam mit Sandra Bothe ins Co-Präsidium der Familien-, Paar- und Erziehungsberatung Basel-Stadt (fabe) gewählt.
2016 trat sie nach einer Anfrage der SP Basel-Stadt der Partei bei und kandidierte für die Grossratswahlen 2016. Sie erreichte hochschwanger sogleich den ersten Ersatzplatz im Wahlkreis Grossbasel West. Da Daniel Goepfert noch vor Beginn der neuen Legislaturperiode auf die Annahme der Wiederwahl verzichtete, konnte sie auf den 8. Februar 2017 nachrücken. Im Grossen Rat wurde sie in ihrer ersten Legislatur Mitglied der Bau- und Raumplanungskommission (BRK) und der Disziplinarkommission (DisKo). 2019 bis 2021 war sie zusätzlich Mitglied der Spezialkommission Klimaschutz (SpezKo-Klima) und seit Februar 2020 der Begnadigungskommission (BegnKo). Bei den Wahlen 2020 wurde sie mit den zweitmeisten Stimmen wiedergewählt. Aus der Disziplinarkommission schied sie im Januar 2021 und aus der Bau- und Raumplanungskommission (BRK) im Oktober 2021 aus. Seit September 2021 ist sie Mitglied der Geschäftsprüfungskommission (GPK) und seit Oktober 2021 der Delegation IGPK Universität Basel (IGPK Uni). Nach der Wiederwahl im Oktober 2024 ist Dill nun in ihrer dritten Legislatur im Grossen Rat.
Von 2018 bis 2022 war sie Vizepräsidentin der SP-Fraktion mit Thomas Gander und Sarah Wyss, ehe diese in den Nationalrat gewählt wurde. Dill ist seit 2020 Mitglied des Komitees Kulturstadt Jetzt. 2020 bis 2025 war Dill Mitglied des Coop-Regionalrates. Seit 2022 sitzt sie im Vorstand des Gare du Nord Basel.
Alexandra Dill ist verheiratet mit Gregor Dill und hat drei Kinder sowie drei Stiefkinder. Sie lebt in Basel.